# 建水県
建水県（けんすい-けん）は中華人民共和国雲南省紅河ハニ族イ族自治州に位置する県。

## 歴史
南詔によりこの地に城が築かれ恵歴城と称され、その漢訳が建水である。大理時代は建水郡、明代には建水州とされたが、清代に県に降格し現在に至っている。

## 観光
県内には臨安鎮の古い町並み、団山村、天然鍾乳洞の燕子洞と顔洞、仏教・道教の寺院が立ち並ぶ雲龍山、少数民族が集住する煥文山などの観光地がある。1994年、国家歴史文化名城と中華人民共和国国家重点風景名勝区に認定された。当地は双龍橋が有名であり、廃線から2015年に復活した箇碧臨屏鉄道（中国初の民営鉄道）の臨安駅と石塀駅（約42km）の間の各駅（双龍橋駅や団山駅など）で30分づつ停車する観光列車が運行。

## 行政区画
下部に8鎮、6郷を管轄する
- 鎮
  - 臨安鎮、官庁鎮、西荘鎮、青竜鎮、南荘鎮、岔科鎮、曲江鎮、面甸鎮
- 郷
  - 普雄郷、坡頭郷、盤江郷、甸尾郷、李浩寨郷、利民郷

## 交通

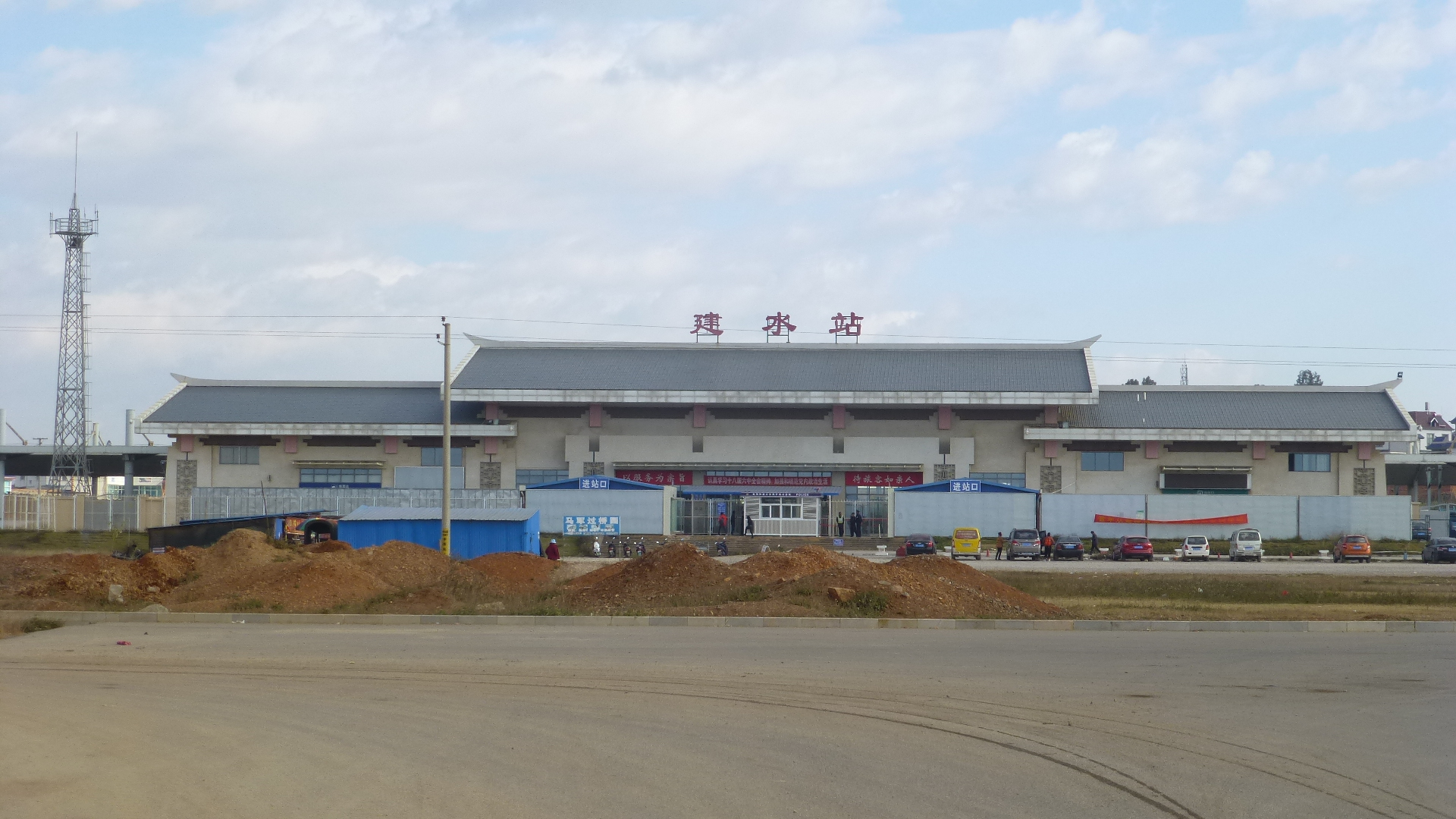
建水駅駅舎

### 鉄道
- 中国鉄路総公司
  - 昆玉河線
    - 建水駅
    - 曲江駅

### 道路
- 高速道路
  - 天猴高速道路
  - S26 通建高速道路
- 国道
  - G323国道